# Лот (департман)
Лот (фр. Lot) департман је у југозападном делу централне Француске. Припада региону Југ—Пиринеји, а главни град департмана (префектура) је Каор. Департман Лот је означен редним бројем 46. Његова површина износи 5.217 км². По подацима из 2010. године у департману Лот је живело 174.578 становника, а густина насељености је износила 33 становника по км².
Овај департман је административно подељен на:
- 3 округа
- 31 кантона и
- 340 општина.

## Демографија
| 2011.   |
| ------- |
| 174.754 |